# The Lemonheads (альбом)
The Lemonheads — восьмой студийный альбом американской рок-группы The Lemonheads и превый после 9-летнего перерыва. Он был выпущен 26 сентября 2006 года лейблом Vagrant Records, впервые на этой звукозаписывающей компании.

## История
Многие группы распадаются в нужное время или, по крайней мере, немного позже, но распад Lemonheads казался преждевременным, особенно потому, что не было похоже, что они официально распались; они просто исчезли. Для лидера Lemonheads Эвана Дандо это было удивительно быстрое падение от славы — или, по крайней мере, от звезды Sassy и одного из самых красивых людей по версии журнала People, которого рекламировали как следующее большое событие после Курта Кобейна, до самого скандального неудачника альтернативного рока. Вскоре после четвертого альбома группы на Atlantic, Car Button Cloth 1996 года, он тихо выдернул вилку из группы и ускользнул от внимания, потратив много-много времени на перезарядку. Спустя семь лет он снова появился с сонным, но симпатичным сольным дебютом под названием Baby I’m Bored в 2003 году, и эта деятельность, по-видимому, зажгла огонь внутри Дандо, поскольку три года спустя он воссоединил Lemonheads, выпустив одноименный альбом осенью. Альбом только подтверждает подозрение, что группа никогда не должна была распадаться — если только Дандо не нужно было время, чтобы протрезветь и переориентироваться, поскольку он, безусловно, не смог бы сделать такую плотную и прямую запись в середине 90-х.
26 апреля 2006 года было объявлено, что Lemonheads подписали контракт с Vagrant Records. Новый состав группы состоял из оригинального участника Эвана Дандо и басиста Descendents/All Карла Альвареса и барабанщика Билла Стивенсона. Также было объявлено, что группа работает над альбомом, который должен выйти в конце года.
В состав Lemonheads вошли Джош Латтанци на басу, Гарт Хадсон из The Band на клавишных и Джей Маскис из Dinosaur Jr. на соло-гитаре. «Steve’s Boy» посвящен Уильяму А. Стивенсону, отцу Билла Стивенсона.

## Релиз
6 июля 2006 года было объявлено о выпуске The Lemonheads и раскрыт список композиций; позже в том же месяце группа отыграла несколько концертов в Великобритании. 22 августа 2006 года в сети появился альбом «No Backbone». The Lemonheads стал доступен для прослушивания 25 сентября 2006 года и был выпущен на следующий день. В ноябре и декабре 2006 года группа отправилась в тур по США. В январе и феврале 2007 года они снова отправились в тур по США; затем они отправились в тур по Новой Зеландии и Австралии в марте и апреле 2007 года. В июле 2007 года группа совершила тур по восточному побережью США при поддержке the Icarus Line.
В 2008 году альбом был выпущен ограниченным тиражом на желтом виниле, а подписанные копии были доступны на веб-сайте Lemonheads.

## Отзывы
| Совокупная оценка | Совокупная оценка |
| Источник          | Оценка            |
| ----------------- | ----------------- |
| Metacritic        | 70/100            |
| Оценки критиков   |                   |
| Источник          | Оценка            |
| AllMusic          | [ 2 ]             |
| The Guardian      | [ 12 ]            |
| Pitchfork         | 6.8/10            |
| Rolling Stone     | [ 1 ]             |
| Slant             | [ 14 ]            |
| Spin              | [ 15 ]            |

Альбом получил в целом положительные отзывы от современных музыкальных критиков.
На агрегаторе рецензий Metacritic альбом имеет оценку 70/100, основанную на 23 рецензиях, что указывает на «в целом благоприятный» прием.
Джимми Ньюлин из Slant очень положительно оценил альбом, назвав его «почти таким же великолепным, как шедевр группы It’s a Shame About Ray, и гораздо более надежным, чем занявший второе место Come on Feel the Lemonheads». Джон Янг из Spin написал, что «Дандо выбирает максимальную доступность, предлагая приятно плотный гитарный поп». Мэдди Коста из Guardian была более критична, написав, что «в этом альбоме есть чувство разбитости, отрешенности, которое отражает проблемы прошедших лет».
Стивен Томас Эрлевайн из AllMusic отметил, что «как бы ни были прекрасны Come on Feel the Lemonheads и Car Button Cloth 1993 года, оба они рваные и наполнены бесцельным заполнением, чего, к счастью, не хватает The Lemonheads. Как и классика пауэр-попа 1992 года It’s a Shame About Ray, этот альбом краткий, живой и мелодичный, наполненный двух-трехминутными песнями, которые доносят свою суть, а затем сходят на нет. Если это не так пламенно, радостно и искрометно, как It’s a Shame About Ray, то это потому, что это работа другой группы, немного старше и не такой бурной, но, тем не менее, демонстрирующей обновленную энергию и чувство цели. И группа не только звучит превосходно — независимо от того, работают ли они как трио или подбадриваются J Mascis, который здесь иногда играет на гитаре, — но у них здесь есть хорошая партия песен, которые складываются в самый последовательный альбом Dando за многие годы. Они более энергичны и цепляющи, чем что-либо на Baby I’m Bored, и даже если нет никаких откровенно классических песен вроде „If I Could Talk I’d Tell You“, песня за песней это выстраивается не только в сильное возвращение, но и в одну из лучших записей группы. Лучшее, что можно сказать о The Lemonheads, это то, что они звучат как альбом, который Dando и компания должны были выпустить в 1995 году, и что они звучат так, будто вскоре они могли бы выпустить еще один такой альбом, и он был бы ничуть не хуже. Что является правильным возвращением для группы, которая изначально не должна была исчезать».

## Список композиций
Все композиции написаны Эваном Дандо, за исключением особо оговоренных случаев.
1. «Black Gown» — 2:04
2. «Become the Enemy» (Bill Stevenson) — 3:54
3. «Pittsburgh» — 2:55
4. «Let’s Just Laugh» (Dando, Stevenson) — 4:44
5. «Poughkeepsie» — 2:10
6. «Rule of Three» — 2:19
7. «No Backbone» (Tom Morgan) — 3:07
8. «Baby’s Home» (Morgan; intro by Dando) — 3:31
9. «In Passing» — 2:50
10. «Steve’s Boy» (Stevenson) — 2:44
11. «December» — 4:22

## Чарты
| Чарт (2006)                        | Высшая позиция |
| ---------------------------------- | -------------- |
| Australian Albums (ARIA)           | 97             |
| Бельгия/Фландрия (Ultratop)        | 98             |
| Германия (Offizielle Top 100)      | 92             |
| Великобритания (UK Albums Chart)   | 56             |
| США (Billboard Independent Albums) | 26             |